# Henri Evrot
Henri Evrot (Petit-Lancy, 6 giugno 1901 – ...) è stato un bobbista francese.

## Biografia
Viene ricordato come vincitore di una medaglia di bronzo nella sua disciplina, ottenuta ai campionati mondiali del 1947 (edizione tenutasi a St. Moritz, Svizzera) insieme ai suoi connazionali Achille Fould, Robert Dumont e William Hirigoyen
Totalizzarono un tempo superiore rispetto all'equipaggio belga (medaglia d'argento) e a quello svizzero (medaglia d'oro).